# Германія (Тацит)
«Герма́нія» (лат. Germania) — латинська історико-етнографічна праця І століття, присвячена германським племенам за межами Римської імперії. Написана близько 98 року римським істориком Публієм Корнелієм Тацитом. Містить цінні відомості про життя та побут стародавніх германців. Оригінал не зберігся. Найстаріший список — Герсфельдський кодекс, знайдений в Герсфельдському монастирі 1425 року. В середньовічній Німеччині праця дістала назву «золотої книжечки» (лат. libellus aureus). Повна назва твору — «Про походження і край германців» (лат. De origine et situ Germanorum).

## Назва
- «Про походження і край германців» (лат. De origine et situ Germanorum) — повна назва.
- «Германія» (лат. Germania) — скорочена назва, прийнята в історіографії.

## Зміст
«Германія» Тацита має дві частини — загальну й спеціальну. Перша частина (розділи 1-27) розповідає про розташування і природно-кліматичні умови Германії, а також про суспільний устрій, господарство, побут і релігію германців, яких Тацит вважає споконвічними жителями своєї країни. У спеціальній частині (розділи 28-46) дається опис германських племен. Спочатку розглядаються краще відомі римлянам західні й північно-західні германці, потім — великий племінний союз свебів та дунайських племен, і насамкінець — народності сходу й північного сходу Германії та їхні сусіди. В міру віддалення від Риму географічні та етнографічні свідчення автора стають більш неточними. Тацит розповідає про суспільство, що на його думку є антиподом римському, постійно порівнюючи римлян з германцями. Дикість і убогість германського життя, зумовлені на погляд Тацита, тим, що германці чужі римській цивілізації, але саме тому германці переважають римлян у моральному сенсі. Фізична і духовна сила германців протиставляється римській зніженості і розбещеності. Тим самим автор застерігає і нагадує римлянам про небезпеку, що загрожує Римській імперії з боку войовничих і волелюбних германців.
Прагнення Тацита до морально-психологічних тлумачень у праці нерідко стає причиною перекручення дійсності. Так, він стверджує, що германці уникають могильних пам'ятників, які тиснуть на покійників своєю вагою. Однак це спростовується археологією — численними могильними каменями германських поховань. Існують і інші розбіжності між свідченнями Тацита про германців і даними германської археології. До того ж ні сам Тацит, ні ті римські й грецькі письменники, працями яких він послуговувався, не знали мови германців. При описі їхнього суспільного устрою і релігії Тацит дуже рідко вживає германські терміни та імена й замінює їх на римські. Він увесь час говорить про «царів», «вельмож», «вождів», «рабів», «вільновідпущеників», «громадянські общини», «округи» без достатнього уточнення прямого значення цих термінів стосовно германців. Германські боги також мають римські імена.

## Видання

### Переклади

#### Англійські
- J. B. Rives: Tacitus: Germania. Oxford 1999.
- Rodney P. Robinson: The Germania of Tacitus. A critical edition. (Philological Monographs published by the American Philological Association, no. 5). Middletown, Connecticut 1935. Reprint: Olms Verlag, Hildesheim u.a. 1991, ISBN 3-487-09523-8.
- P. Cornelius Tacitus: Germania. Interpretiert, herausgegeben, übertragen, kommentiert und mit einer Bibliographie versehen von Allan A. Lund. Universitätsverlag Carl Winter, Heidelberg 1988, ISBN 3-533-03875-0.

#### Німецькі
- Eugen Fehrle, Richard Hünnerkopf: P. Cornelius Tacitus – Germania. 5. Auflage. Carl Winter, Heidelberg 1959.
- Manfred Fuhrmann (Übers.): Tacitus. Germania. Reclam, Stuttgart 1971 und öfter, ISBN 3-15-000726-7.
- Gerhard Perl: Tacitus. Germania – Lateinisch und Deutsch. In der Reihe: Joachim Hermann (Hrsg.): Griechische und Lateinische Quellen zur Geschichte Mitteleuropas bis zur Mitte des 1. Jahrtausends u.Z. (= Schriften und Quellen der Alten Welt 37,2) Akademie-Verlag Berlin 1990, ISBN 3-05-000349-9, ISSN 0080-696X.
- Alf Önnerfors (Hrsg.): De origine et situ Germanorum liber. Teubner, Stuttgart 1983, ISBN 3-519-01838-1 (P. Cornelii Taciti libri qui supersunt, T. 2,2)
- Wilhelm Reeb (Hrsg.): Tacitus Germania. Kommentar W. Reeb unter Mitarbeit von H. Klenk mit Beiträgen von A. Dopsch, H. Reis, K. Schumacher. B. G. Teubner, Berlin/Leipzig 1930.

#### Російські
- Корнелий Тацит. Сочинения в двух томах. Т.1. Анналы. Малые произведения.  Л., Наука, 1969. (Перевод А.С.Бобовича [Архівовано 6 вересня 2011 у Wayback Machine.]).
- Тацит, Публий Корнелий (ок. 55 — ок. 120). О положении, обычаях и народах [древней] Германии. Из сочинений Каия Корнилия Тацита переведена с латинскаго Академии наук переводчиком Васильем Световым. Спб., при Имп. Акад. наук, 1772. Издание Собрания, старающегося о переводе иностранных книг. Тираж 600 экз.
- Перевод Н.М. Муравьева «О нравах германцев» (1809) хранится в ГАРФ. Ф. 1153. Оп. 1. Д. 81.